# Наша напаст домаћа (ТВ филм)
Наша напаст домаћа је југословенски ТВ филм из 1967. године. Режирао га је Славољуб Стефановић Раваси а сценарио је написао Ристо Трифковић

## Улоге
| Глумац            | Улога |
| ----------------- | ----- |
| Татјана Лукјанова |       |
| Ђорђе Пура        |       |
| Милан Срдоч       |       |